# Kámbos (Phocide)
Kámbos (grec moderne : Κάμπος) est une localité située dans le dème de Doride, dans le district régional de Phocide, dans la périphérie de Grèce-Centrale, en Grèce.
Selon le recensement de 2021, elle compte 146 habitants.